# 宇文泰
宇文泰（505年—556年11月21日），字黑獭（一作黑泰），代郡武川镇（今内蒙古自治区呼和浩特市武川县）人，鲜卑宇文部后裔，北朝西魏權臣，爵封「安定公」，諡「文」，亦是北周政權的奠基者，掌權22年。后追尊为文王，庙号太祖，武成元年（559年）追尊为文皇帝。

## 历史
宇文泰先祖为宇文部酋长。东汉末，宇文部加入鲜卑部落联盟，遂被鲜卑化，游牧于今内蒙古自治区西拉木伦河上游。
北魏末年六镇之乱中，宇文泰随父宇文肱加入鲜于修礼的起事队伍。起事被尔朱荣镇压后，宇文泰成为其部将贺拔岳麾下。永安三年（530年），魏孝庄帝杀尔朱荣，但军权仍然操在尔朱氏手中。不久，尔朱氏败灭，高欢位居丞相，并由此掌权。魏孝武帝密诏贺拔岳，欲以之牵制高欢。
永熙三年（534年）贺拔岳為侯莫陈悦所杀，由寇洛接手部隊以稳定军心，在平凉，寇洛自认“智能本阙，不宜统帅”，赵贵建议迎宇文泰，“诸将犹豫未决”，赫连达亦称宇文泰“明略过人，一时之杰。今日之事，非此公不济”，旧部才往夏州迎宇文泰。宇文泰率领帐下轻骑兵迅速向平凉进发，当时高欢也派长史侯景招揽贺拔岳的部众，宇文泰到安定，在驿站中遇到了侯景，宇文泰吐出口中正吃的食物上战马，对侯景说：“贺拔公虽死，宇文泰还在，您想要干什么？”侯景脸色苍白，回答说：“我好比是一只箭，随他人射向别处，怎么能自己决定。”侯景至此返回。宇文泰到了平涼，为贺拔岳哭泣非常悲痛，贺拔岳的将士们既悲伤又高兴的说：“宇文公来了，再没有担心的。”
宇文泰上表魏孝武帝元修，相约共扶王室，元修遂下诏以宇文泰为大都督、雍州刺史兼尚书令。同年，宇文泰平定秦、陇，孝武帝封官为侍中、骠骑将军、开府仪同三司，关西大都督，略阳县公，後又晉封「安定公」，地位仅次于高欢。是年元修攜情婦元明月及宗室數人從前綫逃跑，投奔宇文泰。十月，高欢另立元善见为帝，迁都于邺（今河北省临漳县），是为东魏。北魏遂分裂。
元修性格強硬，不守禮法，與宇文泰關係搞得非常僵。永熙三年（535年）十二月，宇文泰杀元修及元明月，另立元明月之兄元宝炬为帝，是为西魏，而实际政权控制在宇文泰手中。同年，宇文泰與元修的妹妹馮翊公主結婚。
宇文泰足智多谋，具統御之才。与东魏多次交锋，互有胜负。大统三年（537年）春，东魏进攻潼关，宇文泰大败之。秋，东魏十万人进沙苑（今陕西大荔），宇文泰以不满万人乘东魏军轻敌，亲自鸣鼓奋战，获得大胜，俘虏七万人，史称“沙苑之战”。
宇文泰采取和北攻南政策。让元宝炬于大统四年（538年）迎娶柔然可汗阿那瑰之女郁久闾氏为后，而逼他的元配乙弗皇后出家为尼，其后更于大统六年（540年）逼乙弗氏自尽。而後元宝炬于大统十七年（551年）去世。
大統十三年（547年），西魏守將韋孝寬率七千兵馬，據守險要之玉璧城，力抗高歡十萬大軍五十餘日之輪番猛攻。高歡損兵七萬，智謀殞地，玉璧城卻岿然不動。高歡愁悶難抒，竟活活氣死。

## 治国
经济上，劝课农桑，恢复了均田制。并注意屯田以资军用。曾采纳苏绰建议进行改革，制定了「墨入朱出」（臣子上奏用黑筆寫，上級回覆用紅筆寫）公文格式，以朱色、墨色区别财政支出与收入（中文「赤字」的由來），定出户籍册和胪列次年课役大数的计帐制度。大统十三年的计帐，在敦煌石窟里有残卷保存下来。后又针对地方官员制定六条诏书：先治心、敦教化、尽地利、擢贤良、恤狱讼、均赋役。
宇文泰改革军队统辖系统，建立府兵制，以扩大兵源。这个制度为隋唐所沿用。形式上采取鲜卑旧八部制，立八柱国，实为六军。每个柱国大将军下设有两个大将军，共12個大将军；每个大将军下有两个开府，共24个开府；每个开府下有两个仪同，共48个仪同；一个仪同领兵千人。这样，六柱国合计有兵四万八千人左右。这就是历史上著名的府兵。
外交上，宇文泰采取了和北攻南的政策，对于北方的突厥、柔然曾通好，但对于南朝蕭梁则采取攻势，先后进占了益州和荆雍等中國西南地區。
政治上，宇文泰实行以德治教化为主，法治为辅的原则。法律上，主张不苛不暴，而“法不阿贵”。思想文化上，推崇儒学，曾在行台设学。俘虏王褒、宗懔等均受到礼遇。后又令卢辩仿周礼更改官制，实行北周六官制，甚至政府文告也要仿先秦体。
宇文泰恢复鲜卑旧姓，如恢复皇族元氏为拓跋氏。并赐予汉人大臣鲜卑姓氏。而所将士卒也改从主将的胡姓。从形式上胡化一批的汉人，楊忠授普六茹氏，李虎授大野氏。
魏恭帝三年九月，宇文泰巡视北方回到牵屯山时患病，十月乙亥（556年11月21日）在云阳宫去世，时年虚岁五十，遗体运回长安才发丧。

## 評價
- 朝鮮正祖與尹載僖論：「『治國無常法。貴在通變而已。夏之忠而殷變以質，殷之質而周變以文。誠以因時制宜，所損益不得不然。天下之無善治也久矣。好古之士，必以周官爲口實。殊不知聖王有作，則又自有一王之制也。夫名則美矣，而實不可用者，曲士之所以誤國。如宋熙豐、明建文之事可鑒也。史稱宇文泰不尙虛飾，明達政事，而又稱其崇儒好古，凡所施設，皆依倣三代。如依周禮建六官，卽其一事。而宇文氏立國制度，皆倣周官，燦然可觀，均之爲死法。而宇文氏用之則國以治，宋明用之則小則病國、大則喪邦。何哉？』幼學尹載僖對：『治國之道，固貴通變。而如周官制度，自是萬世不易之法也。然非其人則不可行。王安石則依樣節目而已，宋國以非；齊、黃輩坐談高遠而已，明政以弱。此豈周官制度之過哉。宇文泰夷虜餘孼，固不足道。而雄俊傑特，賢能任事，國賴而治。比之宋、明之事，可謂此勝於彼矣。』」（《弘齋全書》 卷115 ｢經史講義｣ 52 '梁敬帝'）

## 家庭

### 父母
- 宇文肱，追尊周德帝
- 乐浪王氏，北魏伏波将军王羆之女，追尊明德皇后

### 兄弟姊妹
- 宇文顥，追尊邵惠公
- 宇文连，追尊杞简公
- 宇文洛生，追尊莒庄公
- 昌乐公主
- 建安公主
- 安德公主，嫁丘愿，生丘崇[11]

### 妻妾
- 文皇后元氏，北魏冯翊公主
- 叱奴氏，追谥宣皇后
- 姚氏
- 達步干氏
- 王氏
- 乌六浑显玉，原为清河崔氏，赐姓乌六浑氏，生第十四子宇文通，保定二年八月廿五日（562年10月8日）在京城去世，虚岁四十二，天和七年岁次壬辰二月癸酉朔十二日甲申（572年3月11日）葬于石安县洪渎原，赠冀国太夫人[12]
- 权白女，出自天水权氏，生第十子宇文俭，魏后二年（558年）正月在雍州咸阳去世，虚岁廿八，天和七年岁次壬辰二月癸酉朔十二日甲申（572年3月11日）葬于石安县洪渎原[12]

### 子
- 周明帝宇文毓，生母姚夫人
- 宋獻公宇文震
- 周孝閔帝宇文覺，生母文皇后元氏
- 周武帝宇文邕，生母姬叱奴氏
- 宇文憲，生母妃達步干氏，北周上柱国、齐炀王
- 宇文直，生母姬叱奴氏，北周柱国、大司徒、卫剌王
- 宇文招，生母姬王氏，北周上柱国、趙僭王
- 宇文儉，第十子，生母夫人权白女，北周柱国、大冢宰、譙忠孝王
- 宇文純，北周上柱国、陳惑王
- 宇文盛，第十二子，北周上柱国、太保、越野王
- 宇文達，生母姬张女毕，北周上柱国、代奰王
- 宇文通，第十四子，生母夫人乌六浑显玉，北周使持节、大将军、大都督、潼州诸军事、潼州刺史、冀恭康公
- 宇文逌，第十五子，北周上柱国、滕聞王

另据《独孤藏墓志》宇文宪行七、宇文俭行十，《宇文逌墓志》称墓主行十五，可见宇文泰另有年长于宇文宪的二子，可能因早夭未被史书记录在宇文泰诸子之中。

### 女
- 宇文皇后，长女，西魏廢帝元欽皇后
- 襄陽公主，第五女，嫁隋朝上柱国、定州总管、神武肃公竇毅
- 义安公主，嫁北周柱国、总管梁洋等十州诸军事、梁州刺史、魏国公李晖
- 順陽公主，嫁隋朝上柱国、滕王楊瓚
- 平原公主，嫁隋朝上柱国、太尉、任穆公于翼
- 永富公主，嫁西魏使持节、骠骑大将军、开府仪同三司，大驭中大夫、安政郡公史雄
- 西河公主，第十四女，嫁隋朝上柱国、庆州总管、彭国公劉昶，后封西河大长公主，隋朝封彭国太夫人
- 義歸公主，嫁北周骠骑大将军、开府仪同三司、江州刺史、清河孝公李基
- 宜都公主，嫁隋朝上柱国、蒋襄公梁睿[13]
- 德广公主[14]，嫁北周武卫大将军、开府仪同三司、泾州刺史赵永国[15]
- 宇文氏，嫁北周开府仪同三司、霍国公賀拔緯
- 宇文氏，嫁北周柱国、徐国公若干鳳
- 宇文氏，嫁北周仪同三司达奚□略[16]

## 影视形象
| 劇名                             | 演員   |
| 《独孤天下》(2018年電視劇)       | 苏茂   |
| 《中国》第一季(2020年電視纪录片) | 郑楚一 |

## 延伸阅读
[在维基数据编辑]
 《周書·卷01》，出自令狐德棻《周書》
 《周書·卷02》，出自令狐德棻《周書》
 《北史·卷009》，出自李延壽《北史》

## 外部連結
- 《北史·周本纪上第九（页面存档备份，存于）》
- 《周书·文帝上》
- 《周书·文帝下》

| 中国爵位            | 中国爵位                                                    | 中国爵位        |
| ------------------- | ----------------------------------------------------------- | --------------- |
| 新頭銜 西魏文帝始封 | 西魏太师 上柱国、安定公 (北周追尊为文帝) 556年10月-557年1月 | 繼任： 子宇文觉 |